# Belinda Carlisle
Belinda Jo Carlisle, född 17 augusti 1958 i Hollywood i Los Angeles, är en amerikansk sångerska.

## Biografi
Belinda Carlisle var sångerska i den första amerikanska musikgruppen med endast kvinnliga medlemmar som musiker och låtskrivare, The Go-Go's, som hade sin storhetstid under början av 1980-talet. Med  det storsäljande debutalbumet "Beauty and the Beat" fick de singelhits med "We got the Beat"  och "Our Lips are Sealed". Efter att bandet upplöstes inledde Belinda Carlisle en solokarriär.
Hennes debutalbum släpptes 1986 och hon fick en sommarhit i USA med singeln "Mad About You" som blev trea på Billboard Hot 100. I december 1986 uppträdde hon tillsammans med The Beach Boys under en konsert på en strand på Waikīkī, där hon bland annat medverkade på sång i låten Wouldn't It Be Nice.
Den 5 december 1987 låg singeln "Heaven is a Place on Earth" på förstaplatsen på Billboard Hot 100. Diane Keaton hade regisserat musikvideon och låten skulle bli Belinda Carlisles största hitsingel någonsin, och hon slog nu även igenom i både Europa och Australien. Flera hitsinglar följde som "I Get Weak" och "Circle in the Sand" från det Grammy-nominerade andra albumet "Heaven on Earth".
Framgången fortsatte 1989 med det tredje albumet "Runaway Horses", och singelhits med "Leave a Light On", "La Luna" och "(We want) The Same Thing". När 1990-talet började, nådde hennes följade tre album måttliga framgångar. Per Gessle skrev låten "Always Breaking My Heart" till Belinda Carlisle. Singeln klättrade 1996 upptill 8:e plats på UK Singles Chart. Carlisle började åter att turnera med The Go-Go's, men hon hade enligt hennes självbiografi periodvis personliga problem med både kokainberoende och ätstörningar.     
Hon är en djurrättsengagerad vegetarian och håller även kurser i yoga. Med de övriga medlemmarna i The Go-Go's deltog hon 1990 i djurrättsorganisationen PETA:s första kampanj mot djuruppfödning och pälsindustrin, "We rather go naked than wear fur", som sedan blivit ett uppmärksammat begrepp med en rad kända personligheter som kampanjföreträdare genom åren.
Carlisle bodde från 1994 i Antibes i södra Frankrike och flyttade 1996 till London. Hon är gift med Morgan Mason, som är son till James Mason. De har sonen James Duke Mason (född 1992). Paret flyttade till Bangkok i Thailand 2017. 

## Diskografi
Studioalbum
- Belinda (1986)
- Heaven on Earth (1987)
- Runaway Horses (1989)
- Live Your Life Be Free (1991)
- Real (1993)
- A Woman & a Man (1996)
- Voila (2007)
- Wilder Shores (2017)

### Fotnoter
1. ↑  ”udiscovermusic.”. https://www.udiscovermusic.com/artist/belinda-carlisle/. Läst 29 juni 2025.
2. ↑  ”albumism/belinda-carlisle-heaven-on-earth-album-anniversary”. https://albumism.com/features/belinda-carlisle-heaven-on-earth-album-anniversary. Läst 29 juni 2025.
3. ↑  ”officialcharts”. https://www.officialcharts.com/charts/singles-chart/19960915/7501/. Läst 4 april 2025.
4. ↑  ”northalsted.”. https://northalsted.com/artists/belinda-carlisle/. Läst 29 juni 2025.
5. ↑  ”classicpopmag/belinda-carlisle-heaven-on-earth/”. https://www.classicpopmag.com/features/belinda-carlisle-heaven-on-earth/. Läst 29 juni 2025.
6. ↑  Carlisle, Belinda (2010). Lips Unsealed: A Memoir
7. ↑  ”officialcharts.2”. https://www.officialcharts.com/artist/24617/belinda-carlisle/. Läst 29 juni 2025.
8. ↑  Huffington Post 8 juni 2013, "Belinda Carlisle On PETA Ad With Go-Go's Bandmates: 'It Was Clever And Would Get People Talking'"
9. ↑  ”Belinda Carlisle and husband Morgan Mason”. HELLO magazine. 8 mars 1997.